# Родионцево (Тверская область)
Родионцево — деревня в Калязинском районе Тверской области. Входит в состав Старобисловского сельского поселения.

## География
Находится в юго-восточной части Тверской области на расстоянии приблизительно 32 км на юго-восток по прямой от районного центра города Калязин.

## История
Была отмечена на карте 1825 года. В 1859 году здесь (тогда деревня Калязинского уезда Тверской губернии) был учтен 31 двор, в 1940 — 63, в 1978 — 32.

## Население
Численность населения: 181 человек (1859 год), 2 в 2002 году, 0 в 2010.